# 杰·雷诺
詹姆斯·道格拉斯· 缪尔·“杰”·雷诺（英語：James Douglas Muir "Jay" Leno，1950年4月28日—），美國脱口秀主持人，从1992年至2009年7月17年在NBC全國廣播公司主持脱口秀《杰·雷诺今夜秀》，而期间该节目一直保持着高收视率，甚至是每周收视榜首。2009年9月，在节目调整、休息了3个月后，杰·雷诺重新出现在螢光幕前，主持名为“杰·雷诺秀”（有译为“杰来唠”）的脱口秀以及名为“杰·雷诺的车库”的汽车点评节目。

## 家庭与生活
杰·雷诺出于1950年4月28日的纽约新罗谢尔，他的妈妈是一名管家，出生于苏格兰的格陵诺克（英語：Greenock），11岁时来到美国。他的爸爸是一名保险推销员，为出生于纽约的意大利移民后裔。杰·雷诺成长于马萨诸塞州安多佛，在其高中辅导员的推荐下退学入读艾默生学院，在参与艾默生学院（Emerson College）的一次言语治疗中获得了一张学士学位。也是在艾默生学院，杰·雷诺于1973年成立一个喜剧俱乐部。他有一个哥哥帕特里克（Patrick），为一名越战退休老兵，后成为律师，为天主教教徒。
杰·雷诺以其显著的下凸颌部而广为人知，其自称为下颌前突症。他声称知道通过手术可以把自己的下颌修复，不过实在不能忍受在漫长的治疗期内一直紧闭自己的下颌而就此作罢。杰·雷诺是失读症患者，他于1980年与梅维丝·雷诺（Mavis Leno）结婚，不过一直选择做丁克家庭，并无生育小孩。喜欢收藏20世纪初的古董车和摩托车。

## 节目主持
杰·雷诺自1987年开始成为约翰尼·卡森的代班主持，1992年正式取代约翰尼·卡森成为今夜秀（The Tonight Show）的主持人。2004年，杰·雷诺与签了一份主持《今夜秀》至2009年的劳工契約。同年，康納·欧布莱恩（Conan O'Brien）也与签了一份于2009年主持《今夜秀》的合約。2009年7月，合約到期後杰·雷诺离开了《今夜秀》，並於9月改主持同为節目的“杰·雷诺秀”（The Jay Leno Show）脱口秀，而节目时间也设在美国时间周一至周五晚上10点。至2010年1月份时，由于康納·欧布莱恩（Conan O'Brien）《今夜秀》的收视率并不理想，NBC便計畫於2010年2月11日播出最后一集“杰·雷诺秀”（The Jay Leno Show)，並在2010年冬季奧運結束後將康納的節目時間向後移，使杰·雷诺重返11点的黃金時段。
在2007年－2008年美国编剧协会大罢工中，杰·雷诺因为《今夜秀》写剧本台词而被控告触犯美国编剧协会（Writers Guild of America，缩写）的方针政策。之后和杰·雷诺都有發表曾与美国编剧协会有过私下会谈的聲明，並稱雙方有允许如此操作的秘密协议，但美国编剧协会对此说法表示否认。杰·雷诺後來分別在2009年2月和6月接受了美国西部编剧协会（Writers Guild of America, West，缩写）审判委员会的询问调查。在罢工事件后的1年半，即2009年8月11日，美国编剧协会公布了一份罢工人员名单，而杰·雷诺卻不在該份名單裡。
杰·雷诺曾于2008年对外声称自己已经存了所有来自《今夜秀》的收入，日常开支均来自现场喜剧表演。
2009年4月23日，杰·雷诺因不明病情而入院治疗，4月27日才返工，4月23日与24日两次《今夜秀》节目的取消还是杰·雷诺17年节目主持生涯的首次。至於是什麼疾病並沒有对外公开，但杰·雷诺有向《人物》杂志表示是因过度劳累导致的虚脱。
2014年2月6日，傑·雷諾最後一次主持的今夜秀節目播出。吉米·法倫成為新一任主持。